# Puncak
Puncak ist ein indonesischer Regierungsbezirk (Kabupaten) in der indonesischen Provinz Papua Tengah auf der Insel Neuguinea. Stand 2020 leben hier circa 136.000 Menschen. Der Regierungssitz des Kabupaten Puncak ist die Kleinstadt Ilaga.

## Geographie
Intan Yaya liegt im Nordosten der Provinz Papua Tengah im Binnenland. Im Norden grenzt es an die Regierungsbezirke Waropen und Mamberamo Raya (beide Provinz Papua), im Osten an Puncak Jaya, im Süden an Lanny Jaya (Provinz Papua Pegunungan) und Mimika und im Westen an Paniai und Intan Jaya. Administrativ unterteilt sich Puncak in 25 Distrikte (Distrik) mit 206 Dörfern (Kampung).

## Einwohner
2020 lebten in Puncak 175.901 Menschen. Die Bevölkerungsdichte beträgt 22 Personen pro Quadratkilometer. Fast 100 Prozent der Einwohner sind Christen, hauptsächlich Protestanten. Daneben gibt es eine kleine Minderheit von Muslimen.